# 2022年1月天津市2019冠状病毒病聚集性疫情
2022年1月天津市2019冠状病毒病聚集性疫情是指2022年1月至2月中旬在中华人民共和国天津市爆发的2019冠状病毒病本土聚集性疫情。2022年1月8日，天津市津南区发现两例本土阳性感染者，后确定二人均为确诊病例（均为轻型），之后在密切接触者中又检出18例感染者。1月9日经天津市疾病预防控制中心分析比对，并经中国疾控中心确认，2例本土病例病毒均属于Omicron变异株。此次疫情报告个案主要集中在津南区，亦为Omicron变异株首次在中国大陆流入社区传播，中国工程院院士、天津中医药大学名誉校长张伯礼形容“天津打响了中国奥密克戎防控第一场大规模遭遇战”。此次疫情也蔓延到天津以外的河南省安阳市、辽宁省大连市。截至2月7日24时，天津市共报告阳性感染者430例，其中确诊病例424例，无症状感染者22例（其中16例转为确诊病例）。
此轮疫情发生后，天津市宣布市民“非必要不离津”，离津人员须事先审批并出示核酸检测证明；并在全市范围内启动全员核酸检测。

## 背景
2021年12月9日，天津市新增1例境外输入性新冠肺炎无症状感染者；12月13日，天津市疾控中心在对其呼吸道标本进行全基因组测序和序列分析并经中国疾病预防控制中心复核后，确认检出奥密克戎变异株，为中国大陆首例，但与本轮疫情已发现的奥密克戎变异株序列不能确认为同一传播链。

## 确诊概况

### 天津市
2022年1月8日，天津市津南区发现两例本土阳性感染者，两人分别为愿检尽检人员和发热门诊主动就医人员，核酸检测结果均为初筛阳性。8日清晨6时32分，天津市疾控部门复核两份样本均为阳性，后均被确认为确诊病例（均为轻型）。当日晚上，天津市政府召开疫情防控工作新闻发布会。天津市卫生健康委主任顾清介绍，天津市在密切接触者中又检出18例感染者。当天新增的20例中，9人是咸水沽镇第七小学学生，10人是辛庄镇人（6人为高庄子小学学生，4人为学生家属），1人是托辅机构人员。1月8日21时至1月9日21时，天津市津南区疾病预防控制中心报告，20名核酸检测人员咽拭子样本核酸检测结果为阳性，已转运至市定点医院做进一步诊断治疗。截至1月30日24时，天津市共报告阳性感染者408例，其中确诊病例386例，无症状感染者22例。疫情报告病例涉及津南区、西青区、河西区、红桥区、东丽区和滨海新区共6个区18个街镇。1月27日，河北区新增1例确诊病例，患者有津南区旅居史，后依据相关规定在河北区某酒店集中隔离，其间采样3次，均为阴性。1月15日解除隔离，后参加2次全市全员核酸检测，结果均为阴性。因出现上呼吸道症状，26日到第四中心医院发热门诊就诊，初筛阳性。26日晚，市疾控中心复核为阳性。之后相关部门立即对其4名同住家庭成员进行隔离管控和核酸检测，27日上午11时，结果均为阳性，均被确定为确诊病例，其中轻型1例，普通型3例。经天津市疾控中心对河北区病例标本病毒进行全基因组序列，并经中国疾控中心确认，属于奥密克戎变异毒株（VOC/Omicron，BA.1进化分支），与津南区本土疫情病例的病毒序列一致。河北区本土疫情系集中隔离期间意外暴露感染所致。
中国工程院院士、天津中医药大学名誉校长张伯礼在發布會上表示，本轮疫情发现的病例傳播性很強，已出現1名學生傳播10多人的情況；但Omicron感染病例症狀較輕，無症狀約佔3成，症狀較輕約佔一半，普通型約兩成，重症比較少。患者出現的症狀中，上呼吸道的症狀比較重，包括咳嗽和喉嚨痛，部分人發燒。根据既有的80例感染者流行病学调查资料分析显示，确诊患者年龄最大74岁，最小5岁，中小学生等低龄感染群体比例较高。从病例之间的关系和传播的链条上来看，新增的感染者至少已经传播了三代人。指示病例于12月29日发病，前期呈散发状态，1月6日起，发病人数快速增加，目前出现家庭聚集6起，涉及辛庄林锦花园、咸水沽众惠里。除指示病例2例，全员大规模筛查人员3例外，其他感染者均为指示病例相关密切接触者及封控区、管控区等管理人员。上述人员仅1名儿童未接种疫苗，完成1剂次灭活疫苗接种3例，完成全程接种76例，其中完成加强免疫20例。此轮疫情发生时，其隐匿社区传播早已发生，但已发现的感染者间传播关系较为清晰，所有感染者均与津南区相关。1月21日，天津市政府副秘书长、市卫生健康委主任顾清介绍，天津市由奥密克戎变异株引起的本土疫情已得到有效控制，实现了社会面清零。

### 其他城市
1月8日，河南安阳通报新增2例本土阳性病例。1月10日清晨，安阳发布消息称，2例感染者与天津津南现有本地疫情属同一传播链，均为奥密克戎变异株BA.1分支，基本锁定安阳市疫情的感染来源为2021年12月28日从天津市津南区返回安阳市汤阴县的1名在校大学生。1月11日，天津市卫生健康委副主任韩金艳在新闻发布会上介绍，1月8日，天津市接到河南省的通报，并对此开展调查处置。经确认，确诊病例朱某某是天津中德应用技术大学大一学生，12月28日因学校放假返回河南，已于27日进行核酸检测，返乡时已携带核酸阴性证明。截至1月16日，安阳市累计报告确诊病例310例。
1月12日，大连市甘井子区在对天津市返连管控人员进行例行核酸检测时发现2人核酸检测结果阳性，该2人系大学生朋友，曾于1月3日-8日在天津市津南区活动，于1月8日同行乘坐T367次列车，后均确定为无症状感染者。1月17日，1名集中隔离人员检测结果为阳性，该阳性感染者为1月12日报告的无症状感染者病例1的母亲，临床专家诊断为无症状感染者。
1月31日，河北故城县公布1例天津确诊病例密切接触者，之后该地通过核酸检测发现一名重症患者。

## 溯源调查
1月9日，经天津市疾病预防控制中心分析比对，并经中国疾控中心确认，天津市发现的2例本土病例病毒均属于Omicron变异株，与天津市已发现的境外输入病例奥密克戎变异株序列均不能确认为同一传播链。天津市疾病预防控制中心副主任张颖表示，此轮疫情源头仍未找到，因此正在排查从境外输入天津的可能性；另一种可能是，入境的病例通过其他地方再进入天津传播。疾控部门就这两方面同步追查。河南省安阳市汤阴县所发现的2例本土病例感染病毒均为奥密克戎变异株BA.1分支，经分析比对与天津市津南区现有本地疫情属同一传播链。

## 反应

### 天津市

#### 官方反应
1月9日凌晨1时，中共中央政治局委员、中共天津市委书记、天津市防控领导小组组长李鸿忠在市委视频会议室主持召开市防控领导小组和指挥部会议，强调要抓紧分步压茬组织开展全员核酸筛查，采取迅速果断措施，全力阻断疫情传播渠道，坚决筑牢首都疫情防控“护城河”。同日，国家卫生健康委副主任、国家疾病预防控制局局长王贺胜率国务院联防联控机制工作组到天津开展疫情防控检查指导工作。
1月12日，受津南区聚集性疫情影響，天津市兩會（人大会议和政协会议）推迟召开。
1月13日，天津市召开疫情防控工作会议，会上宣布，自14日零时起成立天津市疫情防控指挥部津南分指挥部。

#### 地区风险
1月9日21时起，首批报告病例居住地津南区辛庄镇林锦花园24号楼划定为高风险地区，津南区辛庄镇林绣花园5号楼、辛庄镇林锦花园26号楼、辛庄镇林锦花园19号楼、辛庄镇林锦花园15号楼、咸水沽镇众惠里5号楼、咸水沽镇丰达园10号楼划定为中风险地区。1月11日18时起，津南区辛庄镇林锦花园、林绣花园，咸水沽镇丰达园划定为高风险地区，将天津市津南区辛庄镇鑫昱花园、义佳花园，咸水沽镇龙湖紫宸、众惠里、同泽园划定为中风险地区。1月13日18时起，津南区辛庄镇鑫昱花园，咸水沽镇龙湖紫宸由中风险地区调整为高风险地区；另有13个地区调整为中风险地区。1月17日，天津市对天津市有关区域中高风险地区等级进行调整。截至19日12时，津南区共划定封控区54个，居民13.6万人；管控区内居住小区202个、自然村8个，居民35.8万人；其余津南域内为防范区。1月25日，天津市西青区大寺镇宇泰家园C区、天津市津南区咸水沽镇同泽园由高风险地区调整为低风险地区。将天津市西青区大寺镇宇泰家园（不含C区），王稳庄镇盛泰园；天津市津南区辛庄镇碧水世纪园，咸水沽镇春福里（津九轩小区）、众惠里、水岸华庭、鑫洋园，八里台镇尚湖苑、丽湖苑，北闸口镇尚礼园由中风险地区调整为低风险地区。调整后，西青区全域均为低风险地区。1月27日18时起，河北区望海楼街万福园7号楼调整为高风险地区。1月30日14时起，河北区建昌道街道红波西里21号楼，宁园街道舒园里5号楼，王串场街道汇仁云居7号楼调整为中风险地区。1月31日起，津南区全面解除封控，津南区辛庄镇林锦花园、林绣花园、鑫昱花园、上悦花园、首创星景苑、鑫旺里、义佳花园，咸水沽镇丰达园、龙湖紫宸，双港镇欣桃园由高风险地区调整为低风险地区；津南区辛庄镇上东苑、汀芳花园、汀兰花园，咸水沽镇东旺家园、宝业馨苑、博雅花园、金才园、金芳园，双港镇柳景家园、仁和园、仁永名居、善和园由中风险地区调整为低风险地区。调整后，津南区全域均为低风险地区。2月2日起，河北区宁园街舒园里5号楼由中风险地区调整为高风险地区；河北区建昌道街道中山北里20门，滨海新区大沽街道安阳里13号楼，河东区春华街道月光园2号楼调整为中风险地区。2月16日，天津市河北区建昌道街中山北里20门调整为低风险地区，至此天津市全域均为低风险地区，中高风险地区清零。

#### 医疗救治
1月10日，天津市卫生健康委组建了首批中医医疗队进驻海河医院，针对儿童患者开展中医药诊疗和康复指导工作。1月15日，天津市卫生健康委再次组派第二批中医医疗队进驻海河医院，开展本土确诊患者和无症状感染者的中医药治疗工作。

#### 核酸检测
1月9日4时，天津市疫情防控指挥部宣布启动全员核酸检测工作。其中津南区、南开区、东丽区、西青区居民1月9日7时起开始检测，24小时内完成区域内人员核酸检测工作；其他12个区居民1月10日7时起开始检测，24小时内完成区域内人员核酸检测工作。天津市疾病预防控制中心副主任张颖接受央视《新闻1+1》访问时表示，由于新发现的奥密克戎毒株传播隐匿性强，且传播速度非常快，境外研究数据显示传播代际天数可以短到2-3天即为一代传播。考虑到病毒传播的隐蔽性，天津市因此决定在全市范围内启动全员核酸筛查。截至1月11日，第一轮全员检测共采样11912280人，已出结果7892591人，检出阳性77例。1月12日，天津市启动第二轮全员核酸检测，全市机关和企事业单位下午放假半天。截至1月14日，第二轮全员核酸筛查共采样12067865人，检出阳性44例，其中32例来自隔离点，12例来自封控、管控区。1月15日7时起，天津市在全市范围开展第三轮全员核酸检测。截至1月16日6时，第三次全员核酸检测累计采样检测12431636人，共检出59例阳性，均来自津南区，其中隔离点23例，居家隔离31例，封管控区5例。1月20日6时起，天津开展第四次全员核酸检测。截至1月21日，第4轮全员核酸检测检出6例阳性，均在被隔离管控人员中检出，其他人员检测结果均为阴性。
1月27日，因河北区发现确诊病例，河北区在重点区域内开展全员核酸检测。1月29日6时起，河北区启动全员核酸检测。

#### 学校教育
1月8日起，天津市所有校外教育培训机构（学科类及非学科类）、职业培训机构、成人培训机构、托管服务机构暂停任何形式的线下培训服务、托管服务，同时暂停三个考点中小学教师资格考试面试；翌日凌晨又发布紧急通知，取消了当天所有考点的教师资格考试面试。翌日，天津市疫情防控指挥部宣布，全市实行校园封闭式管理，学校师生非必要不离津，非必要不线下教学。滨海新区、河东区、河北区、宝坻区、蓟州区范围内中小学校、各职校、驻区高校、公办园、民办园、民办托幼点暂停一切教育教学活动。1月12日，天津全市大中小学从即日起进入寒假。当日举行的疫情防控工作发布会上，天津市委教育工委专职副书记孙志良介绍，市教育工委对2021年12月23日（含）以来离津师生员工迅速进行摸排，确保实现离津师生员工“三个百分百”，即百分百通知到人、百分百面向社区报备、百分百开展核酸检测；截至1月12日上午9时，天津市教育系统师生员工于2021年12月23日（含）以来离津总数345295人，其中，学生337212人，教职工8083人。离津学生在属地进行核酸检测329382人，占比97.7%；离津教职工在属地进行核酸检测7984人，占比98.8%。目前有7929名离津师生员工未做核酸检测，其中90.6%的人已被属地防控部门安排居家隔离，其余745人正在等待核酸检测。

#### 日常生活
为应对此次疫情，1月10日，天津市文化和旅游局发布紧急通知称，天津市暂停开展旅行社旅游业务活动，主要旅游景区古文化街、天津之眼摩天轮景区、国家海洋博物馆等陆续宣布暂停开放。天津市南开区、西青区、河西区、东丽区、宁河区、津南区辖区内非疫情防控必须运行的公共场所暂停运营；取消餐馆、单位堂食。
此次疫情发生后，部分市民因擔心社區封閉管理，街市和超市出現了搶購食品現象。

#### 交通应对
1月9日，天津市疫情防控指挥部发布通告，市民群众非必要不离津，确需离津的，自1月10日起须持有48小时内核酸检测阴性证明和健康码绿码，同时实施离津审批报备制度。天津地铁1号线李楼站至东沽路站区间所有车站自1月9日起临时关闭；天津地铁8号线（6号线二期）渌水道站至咸水沽西站所有车站临时关闭。1月11日，双林站临时关闭。1月15日，6号线梅江道站关闭。1月19日，6号线梅江道站恢复运营。1月27日起，除1号线李楼站，8号线双港站、咸水沽西站仍然暂停运营以外，其他车站恢复运营。当日，因河北区突然出现一例本土新增确诊病例，3号线中山路站关闭。1月29日，6号线民权门站关闭。1月30日，6号线一中心医院站关闭，1号线李楼站、8号线双港站恢复运营。1月31日，6号线北宁公园站关闭，8号线咸水沽西站恢复运营。另外地铁线网行车间隔调整为早晚高峰行车间隔5到8分钟，平峰行车间隔7到10分钟。天津市公交行业调整线路288条，其中停运159条、区间运营25条、改道运营16条、延长间隔88条，城际公交线路全部停运；通往北京和其他省市的123条省际班线车辆已全部暂停。省际包车业务、线下驾驶员培训及从业资格相关培训也暂停；出租汽车不得进入封控区、管控区和防范区运营，1月9日起停止巡游车、网约车、顺风车跨城业务。另外天津航空等航空公司为涉及天津的国内航班旅客免费办理退、改服务。受疫情影响，天津滨海国际机场共取消进出港航班437班，取消率高达97%，全天出港航班仅保留5班（1月11日），同时取消自助及网络值机，值机手续全部改为人工办理。
中国铁路北京局集团对多数由天津开往北京的列车采取停运措施，仅保留天津站、天津西站部分京津城际列车车次。1月9日14:50起，铁路部门暂停发售天津地区除天津站、天津西站京津城际列车车次以外至北京地区车站车票。1月11日0时起，旅客在各渠道已购乘车站为天津地区车站的各次列车有效车票退票时，均不收取退票手续费。
1月13日，天津市公安局宣布暂停实施机动车尾号限行及外埠、区域号牌机动车高峰限行措施。同时实施临时便利停车措施，为运输医疗、防疫、民生物资车辆开辟绿色通道。
1月25日，天津市疫情防控指挥部宣布，封控区、管控区、防范区以外人员确需离津的，持48小时核酸阴性证明、天津健康码绿码可正常离津，不需开具离津证明。

### 北京市
2022年1月9日，北京市疾控中心表示，建议北京市人员非必要不前往天津，天津市人员非必要不来京，建议京津通勤人员居家办公。北京市对天津进（返）京人员严格落实防控措施，中高风险地区所在市辖区的人员严格限制进（返）京。部分進京檢查站已經加強防疫檢查，行程軌跡中包含天津都要嚴格篩查，並與單位或所在社區聯繫，簽訂防疫承諾書後才能進京，有不少人員及車輛因无法提供证明被禁止進京并勸返。
2月21日，因天津市全域已降为低风险地区，北京市调整天津方向通勤人员进返京管控措施，首次进返京须持48小时内核酸阴性证明及北京健康宝绿码，此后每次进返京持14日内核酸检测阴性证明。

### 安阳市
在疫情传播链扩散至安阳市之后，1月10日，安阳新冠肺炎疫情防控指挥部发布《关于暂停人员流动配合全员核酸检测的通告》，规定全市所有机动车原则上不得上路行驶，所有居民除配合核酸检测等疫情防控工作外，足不出户，按照本单位、村（社区）的要求，开展全员核酸检测；全市生产经营单位暂停经营；全市所有商超除保障日常生活物资供应之外，暂停其他经营活动；所有门店及外卖经营单位暂停营业。安阳站、安阳东站暂停发售北京地区各车站车票，停售前已购买北京地区各车站车票的旅客可办理全额退票。1月11日，汤阴县除已划定的白营镇育才学校和古贤镇大朱庄村两个高风险地区外，其它区域疫情防控风险等级提升为中风险。汤阴县已部署两个移动方舱实验室，一天可检测约20万人。同日，安阳市教育局要求，因停课时间已临近寒假，各学校学期教学任务已基本完成，因此各中小学校原则上暂停安排线上教学工作；高三年级在安排线上教学辅导时，要明确线上教育不同于在校教育，原则上不开展线上教学直播，要给学生居家生活、学习留出足够的自主安排时间，禁止全天安排学生的学习、生活，禁止安排晚自习作业。另外，滑县临时实施封闭管理。1月12日，安阳市纪检监察部门通报称，因疫情防控不力，当地61家单位、11名相关责任人被通报处分。
1月15日，汤阴县除执行疫情防控任务和配合进行核酸采样外，一律采取锁门闭户措施。1月16日6时起，安陽全市实行足不出户、车不上路、店不經營。
1月17日，安阳市汤阴县新型冠状病毒感染的肺炎疫情防控工作指挥部发布紧急通知，即日起将在全县范围内开展2天3轮、6天9轮全员核酸检测工作。安阳市也将全力开展第八轮全员核酸检测。
1月19日起，安阳市文峰区每晚七点后实行宵禁，电动车、行人严禁出小区上路，行人居家隔离，足不出户。
1月22日，安阳市将按照“行业统筹，属地负责”原则，分区分级有序恢复安阳市正常生产、生活秩序。无本地阳性感染者的低风险地区所在县（市、区）有序全面转入常态化疫情防控，室内文体娱乐场所及景区景点暂不开放；有中风险地区的县（市、区），除中风险地区和封控区、管控区外的其他地区分区域恢复正常生活生产秩序；全域中高风险的县（市、区），调整为防范区的区域与民生相关的经营行业（超市、农贸市场、药店等）在严格落实测温、验码、戴口罩、一米线等措施的前提下，可以稳妥有序恢复正常经营，其他行业暂不恢复经营。城市公共交通服务、日常生活必要服务、快递和配送网点服务有序恢复。

### 其他城市
自本轮疫情发生以来，中国大陆多地对来自天津的人员采取严格的防疫措施，所有在近14天内有天津市旅居史的人员需向居委（村委）、工作单位、酒店报备，并视各地情况接受隔离检疫或居家健康监测等措施。

## 相关争议

### “两位老人核酸插队致防控人员下跪”事件
1月12日，网络上流传一段视频，视频显示一位身穿防护服的工作人员向居民下跪，网民称视频内容是天津市北辰区全员核酸大筛过程中，一对老两口想要插队，被志愿者拦下后发生争吵，逼着志愿者下跪磕头，才算了事。视频发布后，引发网民的关注和讨论。有的网民认为两名老人的做法过分；也有网民表示防疫志愿者日常工作十分辛苦，不要刻意刁难他们。而北辰区天穆镇派出所的工作人员回应称，事情警方正着手调查。1月13日凌晨，天津当地媒体“津云”记者找到事件双方当事人，对于当时的情况，双方均表示确实在核酸采样过程中发生过摩擦和误会，但并非网民们说的情况，现在彼此已经充分理解。据视频中下跪的高先生介绍，事件还要从第一轮全员核酸大筛说起，按照社区事先的安排，两位老人所在的楼栋要排号去做核酸，高先生负责该楼栋9到17楼的发号工作。两位老人居住在1楼，高先生在发号过程中与老人相遇，老人希望高先生给他们拿号。但高先生并不负责1楼的发号工作，一旦把号给了老人，9到17楼的居民就少一个号，容易引起混乱，因此双方之间发生了一点口角。第二轮核酸大筛时，高先生在维持秩序过程中，按照十人一组让居民排队，当时有居民抱着孩子排队，高先生引导老、幼、病、残、孕优先排成十人一组的队伍。两位老人也带着孩子，但到了采样地点后，前方正好凑够十人一组，于是高先生就安排二老一家等待下一组，由此双方再次发生口角。在争执过程中，一位老人情绪比较激动，并且说在居委会工作的家人，不会像高先生如此维持秩序。争执过程中，高先生感觉无计可施，气头上的老人吵着让高先生下跪道歉，高先生也想着赶紧正常检测，又想安抚老人就当场跪下。而另一名居民董阿姨表示，看到一些网民在视频下的留言和谩骂，面对网民不了解情况的指责，她和丈夫心里压力都很大。1月13日，双方互相说明了情况均表示理解。

### 天津返大连感染学生遭网暴
2022年1月12日，在大连市发现2人核酸检测结果阳性的消息传出后，感染者小白（化名）的个人流调信息泄露遭到网暴，并表示她和家人承受很大压力。